# Lorents Burman
Kurt Lorents Burman, född 21 mars 1965 i Fällfors församling i Västerbottens län, är en socialdemokratisk lokalpolitiker i Skellefteå kommun. Sedan 2013 har han innehaft uppdraget som Skellefteås kommunstyrelses ordförande. Sedan 2014 är han ordförande i Norrbottniabanegruppen.